# 베르됭 전투
베르됭 전투(프랑스어: Bataille de Verdun 바타이 드 베르됭[bataj də vɛʁdœ̃][*], 독일어: Schlacht um Verdun 슐라흐트 움 베르됭[ʃlaxt ˀʊm ˈvɛɐdœŋ][*], 영어: Battle of Verdun)는 1916년 2월 21일에서 동년 12월 18일까지 프랑스 제3공화국과 독일 제국의 육군 사이에 벌어진 전투로, 제1차 세계 대전 서부 전선에서 가장 거대한 전투 중 하나였다. 전투가 벌어진 곳은 프랑스 북동부에 소재한 베르됭쉬르뫼즈(Verdun-sur-Meuse) 고지의 북쪽이었다. 독일군 제5군은 프랑스군 베르됭 요새군단(RFV)을 공격하는 한편, 베르됭을 내려볼 수 있는 포격전상 요충지 뫼즈 고지(Côtes de Meuse)를 접수하기 위해 뫼즈강 우안의 프랑스 제5군 주둔군을 공격했다. 독일의 전략은 고지를 선점한 뒤 프랑스군이 고지 위의 독일군을 공격하도록 강제함으로써 프랑스군의 출혈을 유도하고자 함이었다. 전투 초반에는 독일군이 우세를 점하였으나 프랑스군은 신속하게 독일군의 진격을 막아냈고, 베르됭 북쪽에서 솜 전투가 벌어지는 와중에도 1918년 연말이 될 때까지 베르됭에서 잃어버린 구역 대부분을 수복했다.
독일의 전략은 프랑스가 뫼즈강 동안 고지를 탈환하려고 시도할 것이라고 상정하고, 프랑스가 고지를 탈환하려 시도하면 포병의 포격을 통해 프랑스군에게 큰 피해를 미치는 한편 유리한 고지를 접수한 독일 보병의 피해는 프랑스군보다 적으리라는 것으로 요약할 수 있다. 이러한 계획은 1915년 9월에서 10월 사이에 벌어진 제2차 샹파뉴 전투의 경험을 토대로 한 것이었다. 샹파뉴에서 독일군은 프랑스군의 공세를 물리치면서 프랑스군에게 독일군보다 훨씬 큰 피해를 입힌 바 있었다. 그러나 악천후로 인해 독일의 베르됭 공세는 2월 21일이 되어서야 시작될 수 있었고, 그 사이 프랑스는 방어선을 구축하고 독일의 공격이 시작되기 전에 증원까지 이루어졌다. 그 결과 프랑스군은 심각한 피해를 입기는 했으나 독일군의 진격을 막아냈다. 3월 6일까지 프랑스군 20.5개 사단이 베르됭에 배치되었으며 양적으로도 질적으로도 매우 광범위한 수비가 준비되었다. 프랑스의 페탱 장군은 후퇴는 없다는 명령을 내리고 독일 포병에게 프랑스 보병이 노출되는 한이 있어도 반격할 수 있도록 지시했다. 3월 29일이 되자 뫼즈강 서안의 프랑스 포병이 동안의 독일군에 대한 포격을 개시했고, 독일 보병은 많은 사상자를 발생시켰다.
강 너머를 통해 독일군 보병의 측면을 포격하는 프랑스 포병을 잡기 위해 독일군은 뫼즈 서안에 대한 공세를 계획했다. 독일군은 상당한 전진을 이루어냈지만 프랑스군의 증원으로 인해 본래의 목표는 이루어내지 못했다. 5월 초가 되자 독일군은 전술을 바꾸어 국지적인 공격 및 반격을 시도했다. 그 결과 프랑스군은 두오몽 요새에 대한 공격 기회를 얻었다. 요새를 일시적으로 점령한 프랑스군은 독일군이 반격하여 요새를 재탈환할 때까지 무수한 포로를 붙잡아 갔다. 독일군은 재차 전술을 바꾸어서 이번에는 뫼즈 양안을 번갈아 공격, 6월에 보 요새를 함락시켰다. 독일군은 보 요새 너머로 공세를 지속하여 본래 계획의 마지막 지리적 목표 플뢰리와 소빌 요새로 진격했다. 독일군은 프랑스군에게 상당한 타격을 입혀 플뢰리를 함락시키고 베르됭 성채 밖 4킬로미터까지 육박했다.
그러나 솜 전투에 포병지원 및 보병 증원을 돌리느라 베르됭의 독일 공세는 주춤했고, 그 틈을 타 프랑스군은 7월 1일부로 공세를 개시했다. 6월 23일에서 8월 17일 사이에 플뢰리 점령군은 열여섯 번이나 바뀌었다. 7월 초 독일군은 소빌 요새를 함락시키려 시도했으나 프랑스군의 포격 및 소화기 세례의 반격을 받았다. 또다시 솜 방면을 증원하기 위해 베르됭의 독일군 공세는 한층 더 지연되었고, 이에 따라 프랑스군이 솜 방면에 증원을 하지 못하도록 베르됭에서 실제보다 많은 공격이 이루어지는 것처럼 기만전술을 펼쳤다. 프랑스군은 8월에서 12월 사이에 역공을 펼쳐 그동안 잃었던 뫼즈강 동안 대부분을 탈환하고 두오몽 요새와 보 요새를 되찾았다. 베르됭에서 총 714,231명의 전몰자가 발생했고, 이 중 프랑스군이 377,231명, 독일군이 337,000명이었고 전투가 지속되는 동안 한 달에 평균 7만 명이 전사했다. 보다 최근의 추정치에서는 1914년에서 1918년 사이에 베르됭에서 발생한 사상자 수는 1,250,000여 명에 이르고 이 중 사망자는 976,000여 명이라고 추산하기도 한다. 베르됭 전투는 총 303일간 계속되었으며, 인류사상 가장 길고 가장 끔찍한 소모전 중 하나로 기록됐다.

## 배경
당시 독일 제국의 참모총장 에리히 폰 팔켄하인은 '프랑스가 마지막 병사까지 투입하지 않을 수 없는 지구전을 위한' 공격지점을 선택함으로써 프랑스군을 피흘려 죽게 해야 한다고 주장했다. 독일군은 그 지점으로 베르됭 요새와 그 주변 뫼즈 고원의 요새들을 선정해 대규모 군대와 대포를 동원했다.
프랑스도 독일군의 공격을 알고 있었으나 베르됭이 아닌 다른 곳일 것이라고 생각해 아무 방비도 해놓지 않아 제1차 세계대전 때 가장 극심한 포격을 받았다.

## 전투 과정
1916년 2월 21일에 팔켄하인은 프리드리히 빌헬름이 지휘하는 제5군 14만 명의 병력에 1400문 이상의 대포를 지급해 새벽부터 12시간 이상 매 시간당 10만 발의 포탄을 쏟아부었다. 4일 동안에 기습적인 독일군의 포격으로 프랑스군은 10만 명의 전사자를 내었고 2월 24일에 프랑스군 제2방어선이 무너지고 2월 25일에는 베르됭 최후 전방 보루였던 두오몽 요새가 함락되었다.
이에 프랑스군은 필리프 페탱 장군의 휘하 아래에 2월 26일부터 2월 29일까지 전력을 다해 맞서 독일군의 공격을 저지시켰다. 독일군은 3월 28일부터 재공격을 했으나 프랑스군의 방어는 더욱 완강해졌고 소강상태 후에 전투는 계속되어 3월과 4월 뫼즈강 동서쪽 언덕과 능선에서는 포격과 공격, 반격, 점령, 탈환이 반복해졌다.
5월이 되자 전투는 3번째 국면을 맞아 독일군이 뫼즈 고원을 재공격하여 함락시키자 프랑스군은 방어선이 뚫린 절제절명의 위기에 처했다. 하지만 이때 영국군과 프랑스군 연합군이 대규모 군대를 동원해 솜 강에 주둔한 독일군을 공격했고 동부 전선에서도 러시아군이 공격하자 독일군은 솜 강 방어를 위해 병력을 분산하였다.
병력을 분산하자 독일군의 전력은 약화될 수밖에 없었고 공세는 수시로 전환되어 7월에 결국 독일군은 베르됭을 점령해 프랑스의 저항의지를 약화시키려던 자신들의 계획이 엄청난 물자와 인명 손실을 가져와 실패로 끝났다는 사실을 깨달아 물러났다.
8월이 되자 프랑스군은 공격을 재개해 잃었던 요새와 영토를 탈환했고 10월에 대대적인 공세로 독일군을 무찔렀다. 그러나 이 전투로 독일은 33만 7000명을, 프랑스는 37만 1000명 이상이라는 어마어마한 사상자를 냈고 베르됭 전투의 실패로 독일의 빌헬름 2세는 팔켄하인을 해임하고 파울 폰 힌덴부르크를 참모총장에 임명했다.

## 관련 저서
- Alistair Horne, 《The Price of Glory》, Penguin Books, 1994
  - 한국어 번역: 조행복 옮김, 《베르됭 전투》, 교양인, 2020